# Ammoecius franzi
Ammoecius franzi är en skalbaggsart som beskrevs av Rudolph Petrovitz 1964. Ammoecius franzi ingår i släktet Ammoecius och familjen Aphodiidae. Inga underarter finns listade i Catalogue of Life.